# نیشی-کو، هاماماتسو
نیشی-کو، هاماماتسو (به لاتین: Nishi-ku, Hamamatsu) یک منطقهٔ مسکونی در ژاپن است که در هاماماتسو واقع شده‌است. نیشی-کو ۱۱۴٫۴۰ کیلومترمربع مساحت و ۱۱۲٬۶۱۹ نفر جمعیت دارد.